# Dubivka (arie protejată)
Dubivka (în ucraineană Дубівка) este o arie protejată de importanță locală din raionul Storojineț, regiunea Cernăuți (Ucraina), situată la nord-vest de satul Crăsnișoara Nouă. Este administrată de întreprinderea de stat „Silvicultura Storojineț”.
Suprafața ariei protejate constituie 8,9 hectare, fiind creată în anul 1979 prin decizia comitetului executiv regional. Statutul a fost atribuit conservării unei porțiuni de pădure de stejar cu vârsta de aprox. 120 de ani.